# Pseudaneitea delli
Pseudaneitea delli är en snäckart som först beskrevs av Burton 1963.  Pseudaneitea delli ingår i släktet Pseudaneitea och familjen Athoracophoridae. Inga underarter finns listade i Catalogue of Life.